# 회인면
회인면(懷仁面)은 대한민국 충청북도 보은군의 면이다. 2007년 10월 1일부터 회북면(懷北面)에서 개칭하였다.

## 개요
회인면은 동쪽으로는 내북면, 수한면, 남쪽으로는 회남면, 북서쪽으로는 청주시 상당구 가덕면, 서쪽으로는 청주시 상당구 문의면에 접한다. 맑고 깨끗한 청정지역으로 기후풍토가 과수농업에 적합하여 대추, 곶감, 배 재배 농가가 증가하고 있으며, 예로부터 고추, 마늘, 참깨의 주산지이다. 보은군 소재지에서 다소 떨어져 있으나 2007년 청주상주고속도로가 준공되어 발전의 동력을 마련하였다.

## 행정 구역
- 갈티리(葛峙里)
- 건천리(乾川里)
- 고석리(高石里)
- 눌곡리(訥谷里)
- 애곡리(艾谷里)
- 부수리(富壽里)
- 오동리(梧洞里)
- 송평리(松坪里)
- 신대리(新垈里)
- 신문리(新門里)
- 쌍암리(雙岩里)
- 죽암리(竹岩里)
- 용곡리(龍谷里)
- 용촌리(龍村里)
- 중앙리(中央里)